# Causa Ernestina Herrera de Noble sobre sustracción de bebés
La causa penal Ernestina Herrera de Noble sobre sustracción de bebés, en Argentina, trata sobre la mencionada empresaria, fallecida en junio de 2017, viuda de Roberto Noble (fundador del Diario Clarín) y una de las principales propietarias del Grupo Clarín. La causa, que terminó con su sobreseimiento, se inició en la Argentina hacia 2002, y tenía que ver con la identidad de dos jóvenes que en 1977 fueron adoptados por la acusada.
Tuvo innumerables dilaciones y derivó en la destitución del juez Roberto Marquevich decidida por un Tribunal de Enjuiciamiento por considerar que el magistrado había procedido en forma arbitraria al ordenar la detención de Herrera de Noble y denegarle la excarcelación.
Uno de los aspectos jurídicos debatidos en esta causa que ha demorado las actuaciones con sucesivas resoluciones y apelaciones es el relativo a la obligación de las presuntas víctimas como hijos de personas desaparecidas de entregar material biológico ―muestras de saliva, sangre, pelos, etc.― para compararlo con muestras obtenidas de familiares de aquellas personas. En esta causa, los cotejos realizados con los perfiles genéticos de personas detenidas desaparecidas durante 1975 y 1976, salvo tres casos en que la información genética era insuficiente, arrojó resultado negativo. Por último, la comparación con el resto de los datos almacenados también resultó negativa.
Ernestina Herrera de Noble fue finalmente sobreseída en enero de 2016, por no hallarse evidencia que la inculpara.

## Antecedentes
Ernestina Herrera de Noble solicitó el 13 de mayo de 1976 en el Juzgado de Menores N.º 1 de San Isidro, por entonces a cargo de la jueza Ofelia Hejt, la adopción de una niña que dijo haber encontrado once días antes en una caja de cartón dejada en la puerta de su casa, ofreciendo como testigos a su vecina Yolanda Echagüe de Aragón y a Roberto García, su chófer, a quien presentó como el cuidador de la finca de Yolanda Echagüe de Aragón. La jueza murió en 1978.
Al momento de la declaración, existieron varias contradicciones entre lo declarado por Ernestina de Noble y Yolanda Echagüe de Aragón.
Por su parte, Roberto García afirmó en el año 2001, que «nunca concurrió a un Tribunal de Menores en San Isidro», que nunca fue cuidador de finca, y que desde 1952 fue chofer de Roberto Noble, y tras el fallecimiento de este, continuó desempeñando la misma tarea para Ernestina Herrera de Noble.
Además, la nieta de Yolanda Echagüe de Aragón, Eugenia Duro de Aragón, declaró que su abuela ―quien había fallecido al momento de la investigación― "no fue vecina de Herrera de Noble".
Poco después, el 7 de julio de 1976, Herrera le solicitó a la misma jueza, la adopción de otro bebé, un varón que habría sido dejado ese mismo día en el mismo juzgado de la jueza Hejt, por una persona que dijo ser madre soltera, que exhibió un documento nacional de identidad que luego se comprobó que no le correspondía y dio un domicilio que resultó falso. Ese mismo día, sin más trámite, la jueza le entregó la guarda del bebé y apenas 43 días después le otorga la adopción y le impone el nombre de Felipe Noble Herrera.

## La causa penal
En 1995 una persona, cuyo esposo era ese mismo día condenado por estafa procesal cometida en un juicio contra Herrera de Noble, realizó contra esta una primera denuncia penal que resultó desestimada, al igual que otras dos posteriores, una de 1997 de la misma denunciante y otra por Guillermo Patricio Kelly de 2000.
En 2002 se realizó una nueva denuncia penal a instancias de las Abuelas de Plaza de Mayo y de las familias Lanuscou-Miranda y García-Gualdero, que suponían que Marcela Noble Herrera y Felipe Noble Herrera, podrían ser hijos de desaparecidos. El juez Marquevich el 8 de enero de 2003 procesó a Ernestina Herrera de Noble por los delitos de hacer "insertar en un instrumento público declaraciones falsas en carácter de autora; insertar tales declaraciones en documentos públicos destinados a acreditar la identidad de las personas como partícipe necesario; usar documentos públicos falsos, los que concurren en forma ideal entre sí; falsificación de documentos públicos destinados a acreditar la identidad de las personas en carácter de partícipe necesario y uso de documentos públicos falsos en carácter de autora, los que concurren idealmente entre sí" “uso de documento público falso”, trabó un embargo sobre sus bienes por la suma de un millón de pesos y la citó a declarar bajo libertad provisional.
El 17 de diciembre de 2002, luego de que la procesada no concurriera a las comparecencias, el juez dispuso que la policía condujera detenida a Herrera de Noble para tomarle declaración indagatoria e inmediatamente le negó la excarcelación.
Herrera de Noble recusó al juez y el Tribunal de Enjuiciamiento dictaminó, por 7 votos sobre 9, que este proceder había sido "arbitrario y por ende antojadizo” y con “hostigamiento” respecto de Herrera de Noble, y mostró “desprecio por normas que privilegian la libertad ambulatoria” al rechazar excarcelar a la empresaria pese a su edad y falta de antecedentes. Sin embargo el fallo destacó que "la remoción del magistrado no afecta la investigación sobre la identidad de los hijos de Herrera de Noble".
La asociación Abuelas de Plaza de Mayo, que fue tenida por parte en la causa, afirmó que las irregularidades en el expediente de adopción eran:

1) La adoptante dijo que dos personas habían visto que una beba había sido dejada en la puerta de su casa el 2 de mayo de 1976, pero esas dos personas desmintieron tal afirmación;
2) También afirmó que una de esas personas era su vecina, pero en realidad no vivía en esa localidad, y que la otra era el “cuidador de la finca vecina” (el Sr. Roberto García), pero se corroboró que en realidad se tr ataba de su chofer personal;
3) Quien concurrió afirmando ser la progenitora de quien hoy es Felipe, brindó un nombre y un número de documento que no era el suyo y no se intentó corroborar por ningún medio que efectivamente fuera su madre;
4) Ernestina Herrera de Noble dio un domicilio distinto a aquel donde tenía su residencia, cuestión decisiva para determinar la competencia del Tribunal interviniente;
5) Se omitió el sistema de turnos para que la guarda de Felipe quedara radicada en el mismo Tribunal que la de Marcela.
6) Se los inscribió con el apellido “Noble Herrera” en función de una ley derogada.

La Cámara Federal de Apelaciones dispuso desplazar de la causa a Marquevich endilgándole parcialidad, anuló la resolución y pasó el expediente al juez federal Conrado Bergesio, quien resolvió que no está probada la existencia de delito por Herrera de Noble y la desvinculó de presuntas irregularidades en los trámites de adopción de sus hijos, tras analizar en detalle todas las pruebas. El juez entendió que no está probado que fueran falsas las declaraciones de testigos acerca de  cómo recibió a su hija Marcela y que las pruebas permiten sostener que es probable que la Sra. de Noble hubiera estado en una casa de San Isidro sin que la aparición de Marcela esté desmentida por las diligencias practicadas. En el caso de Felipe, los funcionarios judiciales de aquel momento atestiguaron de qué manera el niño había sido entregado personalmente al Juzgado de Menores por una mujer sin que Herrera tuviera intervención alguna en el momento de la llegada del bebé al Juzgado sino que su actuación fue posterior a este hecho. La conclusión del juez es que una postura contraria a la falta de mérito de la señora de Noble "únicamente podría fundarse en una cadena de especulaciones, suposiciones, deducciones y suposiciones de suposiciones". Esta resolución fue posteriormente confirmada por la Cámara Federal de Apelaciones de San Martín por lo cual a partir de ese momento solo quedó pendiente el tema relativo al examen de histocompatibilidad.

## Las pruebas de histocompatibilidad
Días después de ser liberada, Ernestina Herrera de Noble emitió su primera y única declaración pública sobre el tema:

Muchas veces he hablado con mis hijos sobre la posibilidad de que ellos y sus padres hayan sido víctimas de la represión ilegal
Editorial de Ernestina Herrera de Noble en el diario Clarín

El 11 de agosto de 2004, apenas Marquevich fue apartado del caso, Marcela y Felipe Noble Herrera pidieron que se les realizara un examen de ADN, para poder confrontarlo con las dos familias querellantes y determinar si guardan vínculo biológico con ellas. El tribunal determinó que dicha «peritación genética» debería realizarse en el Banco Nacional de Datos Genéticos y respecto de las mencionadas familias.
El juez Marquevich había sido reemplazado por el juez Conrado Bergesio, el mismo que había pedido la destitución del primero por no haber concedido el arresto domiciliario en una causa sobre robos de bebés.
Bergesio le imprimió a la causa una gran lentitud y admitió una serie de maniobras de la defensa de Herrera de Noble, que los organismos de derechos humanos consideraron abiertamente irregulares.
Por el contrario, el tribunal de apelación de los actos del juez Bergesio, la Sala II de la Cámara Federal de San Martín, adoptó una línea de acción frontalmente opuesta al juez, tendientes a determinar si el ADN de Marcela y Felipe Noble Herrera, indica si son hijos de desaparecidos.
Luego de que la causa estuviera paralizada durante cinco años, el juez Bergesio recibió orden de la Sala II de la Cámara Federal de San Martín de tomar los ADN de Marcela y Felipe Noble Herrera, y realizar los análisis necesarios para establecer quiénes son sus padres biológicos.
Cuando todo estaba listo para la realización del examen, el 20 de marzo de 2010, la Sala II de la Cámara de Casación Penal dictó un nuevo fallo suspendiendo el estudio mientras tramitaba un recurso.
El hecho produjo un escándalo y hasta la presidenta de la Nación, Cristina Fernández de Kirchner, anunció públicamente que apoyaría a las Abuelas de Plaza de Mayo si estas y los posibles familiares de los bebés robados, decidían denunciar a los tribunales argentinos ante tribunales internacionales.
Posteriormente la Cámara de Casación rechazó por razones formales ―falta de firma de los interesados― el recurso sin pronunciarse sobre el fondo del mismo con lo que la resolución de la Cámara Federal de San Martín disponiendo que el cotejo no se limite a las dos familias querellantes habría quedado firme. A fines de abril de 2010 la Cámara Federal de San Martín apartó de la causa al juez Conrado Bergesio aceptando una recusación presentado por el fiscal, por lo que tomó la misma el juzgado en lo Criminal de Sandra Arroyo Salgado.
El 28 de mayo de 2010 por orden de la jueza federal de San Isidro Sandra Arroyo se realizó en el juzgado una reunión en el curso de la cual se ofreció a Marcela y Felipe que dieran su consentimiento para la utilización de muestras, ante lo cual los mismos manifestaron su negativa a entregar ningún tipo de material genético, retirándose a su domicilio. La jueza dispuso entonces la obtención del material a partir de las prendas que vestían Marcela y Felipe, para lo cual debían ser interceptados en la vía pública, llevados a su domicilio y que en un lugar privado entregaran la ropa interior y la vestimenta necesaria para realizar los estudios. En el procedimiento realizado el mismo día en el domicilio de los jóvenes intervinieron secretarios del juzgado, médicos del BNDG y del Cuerpo Médico Forense, policías de civil y testigos, el trato con Marcela y Felipe fue con personas del mismo sexo y la entrega de la ropa interior para obtener las muestras se hizo dentro de un baño. Simultáneamente la jueza formuló denuncia penal contra el juez Bergesio por haber demorado la obtención de esas muestras desde 2004.
Los hermanos Noble Herrera sostuvieron en varias presentaciones en la causa que se oponían a que el examen de histocompatibilidad fuera realizado en el Banco Nacional de Datos Genéticos porque ―según alegaban― no les daba seguridad de que sus resultados no fueran manipulados y porque no les otorgaba la posibilidad de realizar contrapruebas. En junio de 2010 cinco científicos expertos en biología y genética presentaron un escrito a la jueza de la causa sosteniendo que no hay forma de fraguar los resultados del examen de ADN porque son obtenidos de forma automatizada y la información queda documentada electrónicamente. Explicaron que la contraprueba es posible porque en este caso los perfiles de los individuos pueden ser reproducidos tantas veces como se requiera, incluso si se trata de personas fallecidas y, como medida extrema, se puede recurrir a la exhumación por lo que la veracidad de los resultados puede ser confirmada por cualquiera de las partes en litigio que lo desee. En la presentación agregaron: “El planteo de la posibilidad de alteración o cambio de perfil genético de una muestra en el tiempo es una falacia sin fundamento científico. Más aberrante aún es considerar que estos cambios puedan ocurrir de modo tal que los resultados del análisis contribuyan a demostrar la existencia de un vínculo que no existe. Si esto fuera así, los hipotéticos cambios deberían ser, en este caso, programados y no fruto del azar. Un hecho técnicamente imposible.” Posteriormente los abogados de Marcela y Felipe Noble Herrera declararon en televisión: “A nuestros peritos no les van a alcanzar el material genético de las familias que están en el Banco Nacional de Datos Genéticos. Les van a dar un papel que va a decir que los datos genéticos allí consignados corresponden a tal o cual familia pero no el material genético directamente” y agregaron que es muy difícil la contraprueba y que la propia directora del Banco reconoció que no existe material genético original de todas las familias que buscan a hijos de desaparecidos.

## Fallo de la Cámara de Casación Penal
El 2 de junio de 2011 la Sala II de la Cámara de Casación Penal ordenó que Marcela y Felipe Noble Herrera se sometieran «a la extracción directa, con o sin consentimiento, de mínimas muestras de sangre, saliva, piel, cabello u otras muestras biológicas» que les pertenezcan de «manera indubitable» para poder determinar si son hijos de desaparecidos. El tribunal aceptó así a un reclamo de  Abuelas de Plaza de Mayo; en la misma resolución dispuso que la comparación de los perfiles genéticos obtenidos se realizara solamente con el ADN de las familias de personas detenidas o desaparecidas con certeza» hasta el 13 de mayo de 1976, en el caso de Marcela, y hasta el 7 de julio del mismo año en el de Felipe.  Sobre esta resolución opinó Estela de Carlotto: 

«Es una de cal y otra de arena, es querer quedar bien con Dios y con el diablo», resumió la presidenta de Abuelas, Estela Carlotto, en su primera impresión de la resolución que firmaron Guillermo Yacobucci, Luis García y Raúl Madueño. Aun así la evaluó como «un paso importante» porque determina que «sí o sí la extracción de sangre o de elementos que contengan ADN debe proceder». «Lo que nos cayó mal», acotó, es la limitación temporal que permitirá que la comparación se haga sólo con un grupo de familias. «Seguimos con la historia de que acá hay de primera y de segunda. ¿Por qué todos los demás casos siempre se han comparado con el Banco (de Datos Genéticos) completo y este no?».

## Conformidad con la extracción de muestras
El 17 de junio de 2011 el fiscal Raúl Plée, una de las familias querellantes y las Abuelas de Plaza de Mayo recurrieron el fallo de la Sala II de Casación, en tanto los abogados de Marcela y Felipe Noble Herrera solicitaron a la jueza Arroyo Salgado “cuanto antes” se les hicieran nuevas extracciones de sangre para confrontar su ADN con todo el Banco Nacional de Datos Genéticos (BNDG), tal cual era reclamado por los querellantes. Los abogados de los hermanos explicaron que con su decisión Marcela y Felipe buscan “llevarle paz y tranquilidad a su madre, a la que por su edad y estado de salud, no quieren exponer a nuevos agravios y sufrimientos durante el plazo que puede durar una apelación ante la Corte”.
Por su parte, Alan Iud ―abogado de Abuelas― dijo que tomaran los recaudos para que la pericia que se haga respete todos los procedimientos habituales y que no haya "situaciones extrañas y dudosas como ha ocurrido tantas veces en esta causa”.

## Cotejos en el Banco Nacional de Datos Genéticos
El 11 de julio de 2011 se informó que el examen realizado en el Banco Nacional de Datos Genéticos (BNDG) reveló que Marcela y Felipe Noble Herrera no son hijos de las dos familias querellantes, Miranda-Lanoscou y García-Gualdero, que reclamaban la paternidad de los dos jóvenes. El BNDG arribó a esta primera conclusión mediante un procedimiento informatizado. En el trámite estuvieron Arroyo Salgado, la fiscal Rita Molina y los peritos de las partes.
El 15 de julio de 2011 concluyó el segundo examen en el que se comprobó que no son hijos de personas desaparecidas en 1975 y 1976, año este último en que nacieron los hermanos. Este estudio es el más importante de los tres ordenados por la jueza, porque el cotejo consistió en comparar los perfiles genéticos de Marcela y Felipe ―que nacieron a comienzos de 1976 y fueron entregados en guarda, respectivamente, en mayo y julio de ese año―, con el de familiares de personas que desaparecieron en los 24 meses más próximos a aquellas fechas.
El ADN de Marcela fue entrecruzado con el de 55 familias, pero en tres de ellas la información genética disponible resultó insuficiente para excluir o confirmar algún vínculo, según dice el informe que firmaron la titular del BNDG, María Belén Rodríguez Cardozo, y el resto de los peritos. En el caso de Felipe el análisis se hizo con 57 familias y también resultó que faltaban datos de una de las familias.
La tercera etapa consistió en comparar los datos de Marcela y Felipe con la totalidad de las muestras almacenadas en el BNDG, dicho procedimiento, que concluyó el 9 de octubre de 2012, tuvo resultado negativo.

## Debates políticos y mediáticos
El caso de Marcela y Felipe Noble Herrera ha dado lugar a un fuerte debate mediático y político que, más allá de este caso en particular, se refiere en general a la obtención del ADN y la negativa mantenida hasta cierta fecha por los presuntos hijos secuestrados a entregar muestras biológicas.
El periodista Mempo Giardinelli afirmó en una nota que los jóvenes «Marcela y Felipe Noble Herrera son los herederos de una fortuna de 1000 millones de euros y de un gigantesco poder, el cual perderían en caso de probarse otras filiaciones. Y esto también dejaría al Grupo prácticamente acéfalo, toda vez que el matrimonio entre Roberto Noble y Ernestina Herrera no tuvo descendencia natural».
El exjuez federal Gabriel Cavallo descartó que el resultado pudiera incidir en la herencia afirmando: «El código civil establece que la señora de Noble puede dejar a quien ella quiera sus bienes. La ley lo permite», afirma Gabriel Cavallo.
El periodista Mariano Grondona, en su tradicional programa de opinión política Hora Clave del 1 de noviembre de 2009, sostuvo públicamente que una vez que los presuntos hijos de secuestrados son mayores de edad no pueden ser obligados a entregar material biológico para determinar su identidad.
En ese mismo programa, el periodista Luis Novaresio, colaborador de Grondona, tuvo un pensamiento diferente al del conductor sobre la extracción de sangre a posibles hijos/nietos de desaparecidos, durante una entrevista a la diputada de la Coalición Cívica ARI, Fernanda Gil Lozano.
Desde ese día, el coconductor dejó de participar de Hora Clave.
La posibilidad de una extracción compulsiva de muestras motivó críticas de algunos políticos de la oposición: Ricardo Alfonsín, Eduardo Duhalde, Francisco de Narváez, Margarita Stolbizer, Julio Cobos, Ricardo Gil Lavedra o Martín Redrado.
Elisa Carrió, líder del partido Coalición Cívica ARI, también expresó su opinión contraria a la extracción compulsiva de sangre y manifestó que «los hijos de Herrera de Noble son nuestros hijos».
Por el otro lado, se han declarado a favor de la obtención compulsiva, algunas personas pertenecientes a organizaciones de defensa de los Derechos Humanos como Estela de Carlotto y Adolfo Pérez Esquivel, y otros políticos, como Néstor Kirchner, Cristina Fernández de Kirchner, Hugo Moyano, Daniel Scioli, Pino Solanas y Aníbal Fernández.

## Sobreseimiento
El 30 de diciembre de 2015 la jueza Arroyo Salgado dictó el sobreseimiento de Herrera de Noble, al entender que en la causa no existía evidencia alguna que probase los hechos por los cuales fuese acusada. "En atención al resultado negativo que arrojó el peritaje de ADN a los fines de establecer vínculo biológico con los grupos familiares de personas desaparecidas durante la última dictadura militar que integran el Archivo Nacional de Datos Genéticos, no existe motivo de sospecha", sentenció la jueza.